# استرس بوس
استرس بوس (به هلندی: Oosterse Bos) یک منطقهٔ مسکونی در هلند است که در امن (درنته) واقع شده‌است. استرس بوس onb نفر جمعیت دارد.